# Innini Mons
L'Innini Mons è una struttura geologica della superficie di Venere.